# Brachypelma schroederi
Brachypelma schroederi is een spin, die behoort tot de vogelspinnen. Deze bodembewonende soort komt voor in wouden in Midden-Amerika, voornamelijk Mexico. De spin is erg territoriaal ingesteld en zal snel met brandharen strooien bij het indringen van hun territorium.
De spin groeit niet zo snel en wordt niet erg oud voor een Brachypelma-soort. De spanwijdte van de spin kan bij een volwassen exemplaar tot 15 cm bedragen. De spin dient een luchtvochtigheid van 60 tot 70% te hebben en een gemiddelde temperatuur van 28 tot 30 °C.